# Nexus (álbum)
Nexus é o segundo e último álbum de estúdio da boy band inglesa Another Level, lançado em 13 de setembro de 1999 no Reino Unido pela Northwestside Records. O álbum inclui o tema de Notting Hill, "From the Heart", lançado pelo grupo em maio de 1999. O álbum inclui os singles "Summertime" e "Bomb Diggy", que se tornaram o último single da banda. O álbum alcançou a posição 7 no UK Singles Chart.

## Sobre o álbum
"I Like the Way (The Kissing Game)" é uma cover do single do grupo estadunidense de R&B Hi-Five.

## Lista de Faixas
| Edição inglesa |                                          |                                                                  |         |  |
| N.º            | Título                                   | Compositor(es)                                                   | Duração |  |
| 1.             | "Nexus"                                  | Bobak Kianoush, Dwight Reynolds                                  | 1:40    |  |
| 2.             | "Bomb Diggy"                             | Dwight Reynolds                                                  | 3:35    |  |
| 3.             | "Summertime" (feat. TQ)                  | Terrance Quaites, D. Rasheed                                     | 3:29    |  |
| 4.             | "We'll Meet Again"                       | Bobak Kianoush, Mark Baron, R. Bille-Bähmcke, R. Romborg         | 3:41    |  |
| 5.             | "I Like the Way (The Kissing Game)"      | Teddy Riley, Bernard Belle, Dave Way                             | 4:21    |  |
| 6.             | "Nothing Left to See"                    | Dane Bowers, R. Drakes, Michelle Escoffery, A. Clarke            | 4:07    |  |
| 7.             | "Ain't a Damn Thing Wrong"               | Bradley Spalter, J. Thompson, D. Weisberg, M. Norfleet           | 4:02    |  |
| 8.             | "My Girl"                                | Bobby Kianoush, Mark Baron, Dwight Reynolds, Derrick Martin      | 3:55    |  |
| 9.             | "Ain't Nothing Going on But the Sex"     | Gerald Baillergeau, T. Brown, J. Maston                          | 4:34    |  |
| 10.            | "What You Know About Me" (feat. MC Fats) | Wayne Williams, Rodney Jerkins, Harvey Mason Jr., Brad Gilderman | 5:15    |  |
| 11.            | "That Girl Belongs to Me"                | Wayne Williams, Dane Bowers, Gordon Chambers                     | 3:22    |  |
| 12.            | "Hide"                                   | Bobby Kianoush, Mark Baron, Ivor Reid, Jon Beckford, Mark Reid   | 4:04    |  |
| 13.            | "Kai"                                    | Dane Bowers                                                      | 1:50    |  |
| 14.            | "From the Heart"                         | Diane Warren                                                     | 4:52    |  |
| Duração total: | Duração total:                           | Duração total:                                                   | 50:07   |  |

| Faixa bônus brasileira |                                      |                |         |  |
| N.º                    | Título                               | Compositor(es) | Duração |  |
| 14.                    | "From the Heart" (K-Klass Radio Mix) | Diane Warren   | 3:36    |  |